# Ieclà Esportiu
El Ieclà Esportiu és un club de futbol espanyol, de la ciutat de Iecla (Múrcia). Va ser fundat en 2004 i actualment juga en la Segona Federació.

## Història
El Ieclà Esportiu es va fundar en 2004 després de la desaparició de l'històric Ieclà CF. Arrenca a la Segunda Autonómica i aconsegueix l'ascens. En el seu primer any a Preferente Autonómica queda segon, saldant així les seves dues primeres temporades de vida amb dos ascensos.
En la temporada 2006-07 debuta a la Tercera Divisió quedant 12è. A l'any següent repeteix la mateixa posició, consolidant així la categoria. La temporada 2008-09 l'equip fa un salt a la taula i lluita per la classificació per al play-off d'ascens. En la seva primera promoció d'ascens s'enfronta al Cacereño. Després de l'empat a 0 a Yecla l'equip cau eliminat a Extremadura després de perdre 3-1 a la pròrroga.
A la 2009-10 aconsegueix la millor classificació de la seva història en quedar 2n en lliga regular. En primera ronda del play-off elimina el Trival Valderas, després de perdre 2-0 a Alcorcón remunta a Iecla amb un 5-1. En la segona ronda elimina a l'Ocell Platges de Jandía, perdent l'anada 1-0 i guanyant la volta 2-0. A la tercera i última ronda s'enfronta al Haro Deportivo, a La Rioja aconsegueix una victòria 0-1 a l'últim sospir ia la tornada aconsegueix l'ascens a la tanda de penals.
En la temporada 2010-11 l'equip queda 19è descendint a Tercera Divisió després de guanyar només cinc partits.
A la temporada 2011-2012 el Ieclà Esportiu, aconsegueix un total de 28 partits guanyats, 4 empats i 4 derrotes, quedant així campió del grup XIII de Tercera Divisió de la Regió de Múrcia, classificant-se per jugar Copa del Rei per primera vegada en el seu història i optant a aconseguir l'ascens de categoria.

## Uniforme
- Uniforme titular: Samarreta blaugrana a ratlles verticals, pantalons blaus i mitjanes blaves.[4]
- Uniforme visitant: Samarreta blava celeste, pantalons blancs i mitjanes blanques.
- Uniforme alternatiu: Samarreta color salmó i mànigues blau fosc, pantalons blaus i mitjanes blaves.
- El Mantell de la Verge (2020-21): Samarreta color blau cel amb detalls en daurat, igual que el mantell de la patrona de Iecla, pantalons blaus cel amb detalls en daurat i mitjanes blanques.

## Estadi
Juga el seus partits com a local a l'Estadio de la Constitución que té una capacitat per a 4.000 espectadors.

## Dades del club
- Temporades a Segona Divisió B: 4
- Temporades a Tercera Divisió: 6
- Temporades a Preferente Autonómica: 1
- Temporades a Segunda Autonómica: 1
- Millor lloc a la lliga: 1r (Tercera Divisió 2011-12, 2017-18 i 2018-19) i a (Tercera RFEF 2021-22)
- Pitjor lloc a la lliga: 19è (Segona Divisió B 2010-11)